# Katsuo Nakatake
Katsuo Nakatake (中武 克雄, Nakatake Katsuo, Osaka, 28 de março de 1964) é um ex-ciclista olímpico japonês. Nakatake representou seu seu país durante os Jogos Olímpicos de Verão de 1984, em Los Angeles. Ele também é um atleta profissional do ciclismo keirin com mais de 300 vitórias.